# Thalassogenus paradoxus
Thalassogenus paradoxus is een rondwormensoort uit de familie van de Mononchidae. De wetenschappelijke naam van de soort is voor het eerst geldig gepubliceerd in 1973 door Andrássy.